# Оребити
Оребитите (на чешки: Orebité) представляват умерно-радикално крило на хуситите в Източна Бохемия през XV век. Те се противопоставени на умерените хусити от фракцията на каликстинците по време на Хуситските войни. Друго радикално крило е това на таборитите. Всички хусити са смятани за еретици от Католическата църква и срещу тях Сигизмунд Люксембургски повежда кръстоносен поход, довел до принудителното възстановяване на римокатолицизма в Чехия и до днес.
Център на оребитите е град Храдец Кралове. Названието си вземат от едно религиозно поклонение до връх Ореб. Като последователите на Ян Хус основен техен идеолог е Амброз Храдечки, а армията им се води от Хинек Крушина и Дивиш Борек, като последният по-късно се премества при каликстинците. Оребитите подкрепят таборитите при битката във Вишехрад и разграбват манастира Мнихово храдище. След победата на контрареформацията при Липан постепенно Иржи Подебрадски превръща всички хуситски центрове в каликстински.